# La collana perduta della colomba
La collana perduta della colomba (Le collier perdu de la colombe/Tawk al hamama al mafkoud) è un film del 1991 diretto da Nacer Khemir. È il secondo film della Trilogia del deserto, preceduto da I figli delle mille e una notte e seguito da Bab'Aziz diretti dallo stesso regista. Come il primo film, si basa sui racconti e le leggende classiche arabe in stile Le mille e una notte.

## Trama
Hassan, un giovane studente di calligrafia araba, un giorno trova una pagina di un manoscritto che detiene il segreto dell'amore. La pagina narra la storia di Aziz, la principessa di Samarcanda. Hassan, attraverso un viaggio misto tra realtà e fantasia, raggiunge la principessa ed insieme si metteranno alla ricerca della parte mancante del manoscritto. Conoscerà anche Zin, un ragazzo che spera nel ritorno di suo padre, che lo ha abbandonato durante l'infanzia.

## Produzione
Il film è stato girato in Tunisia. Il titolo trae origine dal libro Il collare della colomba di Ibn Hazm.

## Distribuzione
Il film è stato distribuito nei Paesi Bassi il 17 dicembre 1992 e in Francia il 30 marzo 1994.

## Riconoscimenti
- Festival del film Locarno
  - Premio speciale della giuria
- Namur Film Festival
  - Miglior sceneggiatura